# L'Aldosa de Canillo
Aldosa, of L'Aldosa de Canillo is een plaats in Andorra in de parochie Canillo. De plaats telde 194 inwoners in 2014. De naam Aldosa werd in 2010 opgegeven om de verwarring met L'Aldosa de la Massana uit te sluiten.
Het dorp ligt aan de rechteroever van de Valira d'Orient. De nationale weg CG-2, de verbinding met Frankrijk, is aangelegd tussen de dorpsstraat en de rivier.